# Университет Квебека в Шикутими
Университет Квебека в Шикутими (фр. Université du Québec à Chicoutimi) — отделение Университета Квебека в Шикутими, Ла-Малбэйе, Сен-Фелисьен, Альма, Сет-Иле в провинции Квебек, Канада. В университете учатся около 6500 студентов и работают 209 преподавателей.

## История
- 1969 — Основание Университета Квебека в Шикутими.
- 1998 — Открытие корпуса гуманитарных наук.
- 1999 — Открытие корпуса Искусств[1].
- 2005 — Муниципалитет города Сагеней и университет открыли футбольное поле[2].
- 2006 — Университет открывает новый корпус медицинских исследований[3].
- 2009 — Строительство нового блока жилых домов.
- 2010 — Открытие технопарка стоимостью 22 млн. долларов.

## Научные исследования и программы
Университет Квебека в Шикутими предлагает:
- Программы первого цикла (бакалавриат): более 60 программ (бакалавр, сертификат) в различных областях, таких как: управление, искусство, биология, образование, информационные технологии, инженер, лингвистика, литература, математика, философия, психология, а также медицинские науки, физические науки, социальные науки.
- 30 программ второго цикла (магистратура).
- Третий цикл (аспирантура):
  - Доктор психологии
    - Ph.D.в биологии
    - Ph.D.в образовании
    - Ph.D. в литературе
    - Ph.D. в науках об окружающей среде
    - Ph.D. в науках о Земле и атмосфере
    - Ph.D. в региональном развитии
    - Ph.D. в теологии
    - Ph.D. в инженерии

## Корпуса
- P — Главное здание
- H — Гуманитарный корпус
- S — Спортивный корпус
- G — Корпус исследований обледенения
- F — Корпус исследований лесного хозяйства
- B — Корпус исследования древесины
- A — Корпус искусств
- C — Корпус исследования алюминия
- M — Корпус медицины и наук о здоровье
- R — Студенческое общежитие
- V — Научно-исследовательский институт (бульвар Талбот)
- Комплекс Sagamie
- Научно-исследовательская станция Simoncouche[4]